# Новокруглое (Тверская область)
Новокруглое — деревня в Андреапольском городском округе Тверской области.

## География
Находится в западной части Тверской области на расстоянии приблизительно 34 км на север-северо-запад по прямой от города Андреаполь.

## История
В 1872 году здесь (деревня Холмского уезда Псковской губернии) было учтено 3 двора, в 1939 — 7. До 2019 года входила в Волокское сельское поселение Андреапольского района до их упразднения.

## Население
Численность населения: 21 человек (1872 год), 4 (татары 100 %) в 2002 году, 1 в 2010.